# Золотисто-белая игрунка
Золотисто-белая игрунка (лат. Mico chrysoleucos) — вид приматов семейства игрунковых. Эндемик Бразилии.

## Классификация
Ранее помещалась в род Callithrix, с 2001 года рассматривается в составе рода Mico.

## Описание
Уши и лицо непигментированы. Цвет шерсти светлый, почти белый. Хвост и конечности золотистые или оранжевые.

## Поведение
Образуют группы размером до 15 особей. В сезон размножения обычно только одна самка из группы заводит потомство. Группы защищают территорию размером от 10 до 40 га.

## Рацион
В рационе фрукты, цветы, нектар, древесные соки, пауки, насекомые, улитки, мелкие позвоночные.

## Распространение
Встречается к югу от Амазонки, между реками Мадейра на западе и Канума на востоке.